# Chuck Billy
Chuck Billy (San Francisco, 1962. június 23. –) egy amerikai énekes, aki a Testament nevű thrash metal együttes révén vált ismertté az 1980-as években.

## Zenei karrierje
A pomo indián származású Billy 1986-ban csatlakozott az akkor még Legacy nevet viselő Testamenthez, miután az együttesből az Exodusba távozó jóbarátja, Steve "Zetro" Souza énekes beajánlotta őt maga helyett. Az 1987-ben megjelent első Testament lemezen már Chuck Billy énekelt. A közvetlenül a Thrash Metal Nagy Négyese (Metallica, Slayer, Megadeth, Anthrax) mögé felzárkózó zenekar sikereiben a jellegzetesen öblös hangú frontembernek is nagy szerepe volt.
Az 1990-es években a thrash metal stílusban tapasztalható hullámvölgy és a zenekart sújtó folyamatos tagcserék ellenére Chuck Billy és a gitáros Eric Peterson életben tartották a Testamentet, amely ma is folyamatosan koncertezik és nagyobb szünetekkel ugyan, de időről időre új albumokat is készít.
2007-ben a Testament mellett Steve "Zetro" Souzaval közösen létrehozta a Dublin Death Patrol nevű formációt, amelyben kettőjükön kívül a Bay Area környékén a nyolcvanas években működő underground metalegyüttesek, köztük Billy első zenekarának a Rampage-nek egykori tagjai is részt vesznek.
Saját zenekarai mellett Billy vendégszerepelt a neves metalgitáros James Murphy mindkét szólólemezén, valamint a Sadus 2006-ban megjelent albumán. Több neves zenésszel együtt pedig a 2005-ös Numbers from the Beast lemezen tisztelgett az Iron Maiden előtt a "Fear of the Dark" dal feldolgozásával.

## Betegsége
2001-ben seminoma típusú csírasejt daganatot diagnosztizáltak Billynél, ami férfiaknál általában a herékben alakul ki, de az énekesnél a mellkasában, közel a szívhez mutatták ki a rákos elváltozást. 2001. augusztus 11-én Chuck Billy és a szintén rákkal küzdő Chuck Schuldiner megsegítésére Thrash of the Titans néven rendeztek segélykoncertet a zenészkollégák. A kemoterápiát követően Billyt gyógyultnak nyilvánították és folytathatta a munkát a Testamenttel.

## Diszkográfia

### Testament
- The Legacy (1987)
- The New Order (1988)
- Practice What You Preach (1989)
- Souls of Black (1990)
- The Ritual (1992)
- Low (1994)
- Demonic (1997)
- The Gathering (1999)
- The Formation of Damnation (2008)
- Dark Roots of Earth (2012)
- Brotherhood of the Snake (2016)
- Titans of Creation (2020)

### Dublin Death Patrol
- DDP 4 Life (2007)

### Vendégszereplések
- James Murphy – Convergence (1996)
- James Murphy – Feeding The Machine (1999)
- Iron Maiden Tribute – Numbers from the Beast (2005)
- Sadus – Out for Blood (2006)

## Külső hivatkozások
- Testament hivatalos honlap
- Testament myspace oldal
- Dublin Death Patrol hivatalos honlap
- Dublin Death Patrol myspace oldal